# Trska
 Ovo je glavno značenje pojma Trska. Za naselje u općini Rača u Srbiji pogledajte Trska (Rača, Srbija).
Trska (lat. Phragmites) je rod vodenih trajnica iz porodice trava. Sastoji se od 7 vrsta. U Hrvatskoj raste Phragmites australis, lokalno poznata kao trska, trstika, ševar ili rogoz.
Stabljike trske su uspravne, šuplje i glatke, a mogu narasti do 6 metara visine. Lancetasti listovi dugi su do 50 cm. Plod je pšeno koje može niknuti i nakon nekoliko godina. Latinsko ime roda dolazi od grčkog phragma, ograda, jer se koristila za izradu ogradi. Jestivi su mladi izdanci i listovi.
Rod je opisan u Familles des Plantes 2: 34, 559. 1763. (Jul-Aug 1763)

## Vrste
1. Phragmites australis (Cav.) Trin. ex Steud., vodena trska
2. Phragmites frutescens H.Scholz
3. Phragmites isiacus Rchb. ex Kunth
4. Phragmites japonicus Steud.
5. Phragmites karka (Retz.) Trin. ex Steud.
6. Phragmites mauritianus Kunth
7. Phragmites tzvelevii Val.N.Tikhom.; nom. nov. pro sp.